# 德薩瓜德羅河
德薩瓜德羅河（西班牙語：Río Desaguadero）是南美洲的河流，位於秘魯和玻利維亞，發源自的的喀喀湖南部，約5%湖水經河道往南流往烏魯烏魯湖和波波湖。
在附近居住的美洲原住民靠德薩瓜德羅河維持生活，而河道只能讓小船經過。